# Crypsotidia
Crypsotidia is een geslacht van vlinders van de familie spinneruilen (Erebidae), uit de onderfamilie Catocalinae.

## Soorten
- C. conifera Hampson, 1913
- C. glaucata (Holland, 1897)
- C. griseola Rothschild, 1921
- C. longicosta Kühne, 2004
- C. maculata Tams, 1926
- C. maculifera (Staudinger, 1898)
- C. mesosema Hampson, 1913
- C. parva Rothschild, 1921
- C. remanei Wiltshire, 1977
- C. woolastoni Rothschild, 1901